# Hazel la sorcière
Hazel la sorcière (Witch Hazel) est un personnage des cartoons Looney Tunes. Créé par Chuck Jones, sa première apparition date de 1954 dans le dessin animé Bunny ensorcelé (Bewitched Bunny). Hazel est une sorcière narcissique qui fait tout pour être 
laide, elle rêve de manger Bugs Bunny et Daffy Duck.